# Daniela Dessì
Daniela Dessì (Genova, 14 maggio 1957 – Brescia, 20 agosto 2016) è stata un soprano italiano.

## Biografia
Completò gli studi di canto e pianoforte al Conservatorio Arrigo Boito di Parma, specializzandosi poi in canto da camera presso l'Accademia Chigiana di Siena e iniziando la carriera come concertista e interprete di musica sacra.
Dopo aver debuttato il 7 dicembre 1978 sul palcoscenico del Teatro del Casinò di Sanremo come Serpina ne La serva padrona di Pergolesi, nel quadro della programmazione del Teatro dell'Opera Giocosa di Savona, nel 1980 si affermò come finalista nel Concorso Internazionale di voci nuove "Maria Callas" indetto dalla Rai, e si fece strada sui palcoscenici di tutto il mondo con un repertorio che comprenderà alla fine oltre 70 titoli, da Monteverdi a Prokofiev, spaziando dal repertorio barocco, mozartiano e belcantista per giungere fino alle eroine verdiane, pucciniane e veriste. Con il passare degli anni, dall'originario repertorio di soprano lirico e poi lirico spinto, passò ad affrontare anche i grandi ruoli drammatici dell'opera italiana, da Norma (Teatro Comunale di Bologna, 2008), a Gioconda (Teatro Massimo di Palermo, 2011), a Turandot (Teatro Carlo Felice di Genova, 2012).
Tra le collaborazioni di maggior interesse, quella col Teatro alla Scala di Milano (Don Carlos, Falstaff, Requiem di Verdi, Così fan tutte e Nozze di Figaro) con Riccardo Muti e inoltre Adriana Lecouvreur, Madama Butterfly, Tosca, Otello), la Staatsoper di Vienna con Claudio Abbado (Simon Boccanegra, Don Carlos, Aida), il Metropolitan di New York con James Levine (Pagliacci, La bohème, Andrea Chénier),  la Deutsche Oper di Berlino con Giuseppe Sinopoli (Aida, Requiem di Verdi), la Bayerische Staatsoper di Monaco con Zubin Mehta (Falstaff, Tosca, Don Giovanni), l'Opera di Roma (Iris, Il trittico) il Teatro Comunale di Bologna, il Rossini Opera Festival di Pesaro, l'Arena di Verona.
Negli ultimi anni Daniela Dessì si è dedicata con passione all'insegnamento. Nel 1986 sposò l'attore di teatro Umberto Ceriani, matrimonio conclusosi col divorzio. Dal 2000 è stata legata al tenore Fabio Armiliato, con cui ha fatto spesso coppia anche in palcoscenico, ed è stato quest'ultimo ad annunciarne la morte.

## Repertorio
| Ruolo                | Titolo                                   | Autore       |
| -------------------- | ---------------------------------------- | ------------ |
| Norma                | Norma                                    | Bellini      |
| Micaela              | Carmen                                   | Bizet        |
| Margherita           | Mefistofele                              | Boito        |
| Adriana Lecouvreur   | Adriana Lecouvreur                       | Cilea        |
| Bellina              | Le astuzie femminili                     | Cimarosa     |
| Curiazio             | Gli Orazi e i Curiazi                    | Cimarosa     |
| Corilla              | Le convenienze ed inconvenienze teatrali | Donizetti    |
| Alina                | Alina, regina di Golconda                | Donizetti    |
| Adina                | L'elisir d'amore                         | Donizetti    |
| Lucrezia             | Lucrezia Borgia                          | Donizetti    |
| Maria                | Maria Stuarda                            | Donizetti    |
| Norina               | Don Pasquale                             | Donizetti    |
| Paolina              | Poliuto                                  | Donizetti    |
| Maddalena            | Andrea Chénier                           | Giordano     |
| Fedora               | Fedora                                   | Giordano     |
| Ginevra              | La cena delle beffe                      | Giordano     |
| Iphigenie            | Iphigénie en Tauride                     | Gluck        |
| Euridice             | Orfeo ed Euridice                        | Gluck        |
| Marguerite           | Faust                                    | Gounod       |
| Sesto Pompeo         | Giulio Cesare in Egitto                  | Händel       |
| Nedda                | Pagliacci                                | Leoncavallo  |
| Simonetta            | I Medici                                 | Leoncavallo  |
| Santuzza             | Cavalleria rusticana                     | Mascagni     |
| Iris                 | Iris                                     | Mascagni     |
| Poppea               | L'incoronazione di Poppea                | Monteverdi   |
| Contessa d'Almaviva  | Le nozze di Figaro                       | Mozart       |
| Donna Elvira         | Don Giovanni                             | Mozart       |
| Fiordiligi           | Così fan tutte                           | Mozart       |
| Vitellia             | La clemenza di Tito                      | Mozart       |
| Estella              | La zingara guerriera                     | Nicolini     |
| Antonia              | I racconti di Hoffmann                   | Offenbach    |
| Flaminio             | Il Flaminio                              | Pergolesi    |
| Sabina               | Adriano in Siria                         | Pergolesi    |
| Serpina              | La serva padrona                         | Pergolesi    |
| Gioconda             | La Gioconda                              | Ponchielli   |
| Polina               | Il giocatore                             | Prokof'ev    |
| Manon                | Manon Lescaut                            | Puccini      |
| Mimì                 | La bohème                                | Puccini      |
| Tosca                | Tosca                                    | Puccini      |
| Cio-Cio-San          | Madama Butterfly                         | Puccini      |
| Minnie               | La fanciulla del West                    | Puccini      |
| Giorgetta            | Il tabarro                               | Puccini      |
| Suor Angelica        | Suor Angelica                            | Puccini      |
| Lauretta             | Gianni Schicchi                          | Puccini      |
| Liù Turandot         | Turandot                                 | Puccini      |
| Amira                | Ciro in Babilonia                        | Rossini      |
| Fulvia               | La pietra del paragone                   | Rossini      |
| Sofia                | Il signor Bruschino                      | Rossini      |
| Matilde              | Elisabetta, Regina d'Inghilterra         | Rossini      |
| Berta                | Il barbiere di Siviglia                  | Rossini      |
| Amaltea              | Mosè in Egitto                           | Rossini      |
| Mathilde             | Guillaume Tell                           | Rossini      |
| Elena                | Il cappello di paglia di Firenze         | Rota         |
| Ipermestra           | Les Danaïdes                             | Salieri      |
| Carlina              | Le serve rivali                          | Traetta      |
| Giulietta di Kelbar  | Un giorno di regno                       | Verdi        |
| Elvira               | Ernani                                   | Verdi        |
| Luisa Miller         | Luisa Miller                             | Verdi        |
| Gilda                | Rigoletto                                | Verdi        |
| Leonora              | Il trovatore                             | Verdi        |
| Violetta Valery      | La traviata                              | Verdi        |
| Hélène               | Les vêpres siciliennes                   | Verdi        |
| Amelia Grimaldi      | Simon Boccanegra                         | Verdi        |
| Amelia               | Un ballo in maschera                     | Verdi        |
| Leonora di Vargas    | La forza del destino                     | Verdi        |
| Elisabetta di Valois | Don Carlos                               | Verdi        |
| Aida                 | Aida                                     | Verdi        |
| Desdemona            | Otello                                   | Verdi        |
| Alice Ford           | Falstaff                                 | Verdi        |
| Selinda              | Farnace                                  | Vivaldi      |
| Dolly                | Sly                                      | Wolf Ferrari |
| Francesca            | Francesca da Rimini                      | Zandonai     |

## CD
- Giuseppe Verdi Ernani. Orchestra Internazionale d'Italia, direttore Giuliano Carella. Nuova Era 1992

- Giuseppe Verdi La traviata. Orchestra del Teatro Regio di Parma, direttore John Neschling. SoloVoce
- Giacomo Puccini Puccini Arias. Orchestra dell'Arena di Verona, direttore Marco Boemi. Decca 2009
- Giuseppe Verdi Daniela Dessì sings Verdi. Orchestra della Fondazione Toscanini, direttore Steven Mercurio. 2007 Decca
- Umberto Giordano, Andrea Chénier. Orchestra Sinfonica Verdi Milano, direttore: Vjekoslav Sutej. Con Armiliato, Guelfi, Rinaldi. Universal Classics & Jazz 2005
- Love Duets. Verdi, Bellini, Donizetti, Cilea, Mascagni, Giordano. Armiliato, Württembergische Philharmonie, direttore: Marco Boemi. 2005 Philips
- Giacomo Puccini La bohème. Gelmetti, Sabbatini, Gavanelli. EMI
- Giuseppe Verdi Falstaff. Direttore Riccardo Muti. Con Juan Pons. Sony
- Giuseppe Verdi Don Carlos. Direttore Riccardo Muti. Con Pavarotti, D'Intino, Ramey. EMI
- Giacomo Puccini La fanciulla del West. Direttore Veronesi. Con Armiliato, Gallo
- Giacomo Puccini Manon Lescaut. Direttore, Steven Mercurio. Armiliato, Vanaud. Real Sound
- Enrico Toselli Le Romanze Ritrovate. Piano: Leonardo Previero. Real Sound
- Domenico Cimarosa Gli Orazii e i Curiazii. Direttore: De Bernart. Angeloni, Bolognesi, Alaimo. Bongiovanni
- Gioachino Rossini Il barbiere di Siviglia. Direttore: Zedda. Raffanti, Depuy, Portella. Frequenz
- Gioachino Rossini Ciro in Babilonia. Direttore: Rizzi. Palacio, Calvi, Antonucci. Bongiovanni
- Antonio Vivaldi Il Farnace. Direttore: De Bernart. Dupuy, Malakova, Angeloni, Gamberucci. Agora Musica
- Ruggero Leoncavallo Pagliacci. Muti, Pavarotti, Pons. 1992 Philips
- Gioachino Rossini Petite messe solennelle. Chailly, Sabbatini. 1993 Decca
- Giovanni Battista Pergolesi Adriano in Siria. Orchestra da camera dell'Opera di Roma, direttore Marcello Panni. Bongiovanni
- Dessì Ave Maria. 14 Ave Maria. 2011 Decca
- Dessì, Vissi d'arte, vissi d'amore - Arie da opere, 2017 Decca

## DVD
| Anno | Opera Ruolo                              | Cast                                                     | Direttore Orchestra e Coro                                                         | Etichetta           |
| ---- | ---------------------------------------- | -------------------------------------------------------- | ---------------------------------------------------------------------------------- | ------------------- |
| 1985 | Elisabetta, Regina d'Inghilterra Matilde | Lella Cuberli, Antonio Savastano, Rockwell Blake         | Gabriele Ferro Orchestra e Coro del Teatro Regio di Torino                         | Hardy               |
| 1989 | Così fan tutte Fiordiligi                | Delores Ziegler, Alessandro Corbelli, Adelina Scarabelli | Riccardo Muti Orchestra e Coro del Teatro alla Scala                               | Image Entertainment |
| 1992 | Don Carlo Elisabetta di Valois           | Luciano Pavarotti, Samuel Ramey, Paolo Coni              | Riccardo Muti Orchestra e Coro del Teatro alla Scala                               | EMI                 |
| 2000 | Adriana Lecouvreur                       | Sergej Larin, Carlo Guelfi, Olga Borodina                | Roberto Brizzi Brignoli Orchestra e Coro del Teatro alla Scala                     | TDK                 |
| 2003 | Aida                                     | Fabio Armiliato, Juan Pons, Elisabetta Fiorillo          | Miguel Gómez Martínez Orchestra e Coro del Gran Teatre del Liceu                   | Opus Arte           |
| 2004 | Francesca da Rimini Francesca da Polenta | Fabio Armiliato, Alberto Mastromarino, Ludovit Ludha     | Maurizio Barbacini Orchestra Filarmonica Marchigiana, Coro Lirico Vincenzo Bellini | Arthaus             |
|      | Madama Butterfly Cio-Cio-San             | Fabio Armiliato, Rossana Rinaldi, Juan Pons              | Plácido Domingo Orchestra e Coro "Città Lirica"                                    | Dynamic             |
|      | Tosca Floria Tosca                       | Fabio Armiliato, Ruggero Raimondi                        | Maurizio Benini Orchestra e Coro "Sinfonica" di Madrid                             | Opus Arte           |
| 2008 | Norma                                    | Fabio Armiliato, Kate Aldrich, Rafal Siwek               | Evelino Pidò Orchestra e Coro del Teatro Comunale di Bologna                       | Hardy Classic       |
| 2010 | Tosca Floria Tosca                       | Fabio Armiliato, Claudio Sgura                           | Marco Boemi Orchestra e Coro del Teatro Carlo Felice di Genova                     | Arthaus Musik       |
|      | La fanciulla del West Minnie             | Fabio Armiliato, Lucio Gallo                             | Alberto Veronesi Orchestra e Coro "Città Lirica"                                   | Arthaus Musik       |
| 2013 | I vespri siciliani Duchessa Elena        | Fabio Armiliato, Leo Nucci, Giacomo Prestia              | Massimo Zanetti Orchestra e Coro del Teatro Regio di Parma                         | Unitel Classica     |
| 2014 | Turandot                                 | Mario Malagnini, Roberta Canzian, Ramaz Chikviladze      | Donato Renzetti Orchestra e Coro del Teatro Carlo Felice di Genova                 | Dynamic             |

## Riconoscimenti
- Premio Goffredo Petrassi (2010)
- Premio Flaviano Labó (2010)
- Premio Operaclick (2009)
- Premio Città di Varese (2009)
- Premio Myrta Gabardi (2009)
- Pentagramma d'Oro Comune di Marnate (2009)
- Premio Abbiati (2008)
- Regina della Lirica dalla Associazione Tiberini a San Lorenzo in Campo (2007)
- Premio Le Muse dell'Accademia delle Muse di Firenze (2007)
- Premio Zenatello Arena di Verona
- Premio Giordano del Comune di Baveno
- Premio Giacomo Puccini di Torre del Lago
- Premio Cilea di Reggio Calabria
- Gigli d'Oro del Comune di Recanati
- Premio Liguria del Comune di Genova
- Premio E. Mazzoleni di Palermo
- Mascagni d'Oro di Bagnara di Romagna
- Premio Giuditta Pasta, Saronno
- Premio Rodolfo Celletti, Festival della Valle d'Itria, Martina Franca
- Premio Internazionale Tito Schipa, Ostuni 2013
- Oscar della Lirica (Migliore Soprano), Bologna 2013
- Premio Cigno d'Oro, Busseto, 2015[10]
- Premio Illica d'Oro,  Castell'Arquato 2015[11]
- Oscar della Lirica (Premio Speciale Golden Opera alla Memoria), Haikou 2017